# Oliver Twist (film 1933)
Oliver Twist è un film americano del 1933, diretto da William J. Cowen e interpretato da Dickie Moore (Oliver) e Irving Pichel (Fagin).
Dopo il grande successo della versione muta del 1922 con Jackie Coogan e Lon Chaney, non vi erano stati altri adattamenti cinematografici del romanzo di Charles Dickens. L'affermazione del sonoro spinge però adesso ad un remake. Si cerca di ripetere la stessa formula del 1922, affidandosi per il ruolo di protagonista ad uno dei più celebrati attori bambini del momento Dickie Moore e ad un interprete di grande carisma come Irving Pichel per la parte di Fagin.
I risultati non furono altrettanto positivi. Nella sua interpretazione di Fagin Irving Pichel si sforzò positivamente di evitare manierismi antisemiti. Dickie Moore però aveva caratteristiche molto diverse da Jackie Coogan ed appare chiaramente a disagio in un ruolo a lui non adatto. Ne venne fuori una versione molto edulcorata e sentimentale del personaggio e della vicenda di Oliver Twist. Il film ebbe una circolazione modesta e si dovette attendere il 1948 con Le avventure di Oliver Twist per la regia di David Lean, per assistere ad un'altra versione di grande impatto emotivo con John Howard Davies (Oliver) e Alec Guinness (Fagin).

## Trama
A Londra, un orfanello di nome Oliver (Dickie Moore) sfugge all'orfanotrofio dopo i vari maltrattamenti viene preso nella banda del crudele e meschino Fagin(Irving Pichel) un ladro di 70 anni che addestra i ragazzi al furto un giorno Oliver esce con Artful Dodger (Sonny Ray) e Charley Bates(George Nash) e li vede rubare un gentiluomo di nome Lord Bronlow(Alec B.Francis) ma scappa e viene scambiato per il ladro viene fermato per strada e siccome il libraio vittima del furto ha testimoniato in suo favore viene rilasciato e accolto in casa di Lord Bronlow ,Fagin e un suo altro esecutore Bill Sykes(William Stage Boyd) hanno paura che lui li denunci e così mandano Nancy(Doris Lloyd)la ragazza di Bill a riprenderlo Oliver in casa di Mr Bronlow guarda un ritratto familiare di Agnes Fleming la donna morta dopo il parto la signora Maylie (Barbara Kent) è la domestica di Bronlow per convincere il signor Grinwing (Harry Holman) Oliver viene mandato a consegnare i libri al libraio ma viene rapito da Nancy e riportato da Fagin lì Oliver viene salvato dalle frustate di Fagin per aver tentato la fuga 
Nancy va a casa si Bronlow per ridargli i libri ma si rifiuta di parlare con Rose Maylie Bronlow non era in casa e lei fissa un appartamento ogni notte a mezzanotte al ponte di Londra
la signora a Corney(Tempe Pigott) parla con Fagin e gli dà il medaglione che aveva rubato ad Agnes Fleming dopo la sua morte 
Fagin decide di fare un furto da Bronlow per rubare le prove dell'identità di Oliver e incarica Bill e Toby(George K. Arthur) di fare il furto e portano Oliver nella casa perché la conosceva meglio Oliver però viene sparato dalle guardie di Bronlow che avendo visto Oliver lo portano con sé e lo curano,Bill era malato a letto e Fagin gli confessa che voleva rubare l'identità di Oliver e decidono di riprendere il ragazzo maNancy addormenta Bill e va al ponte di Londra ad avvisare Bronlow e Maylie del piano anche se si rifiuta di fare i nomi dei ladri Fagin però incarica a Charlie di seguirla e di dire tutto a Fagin ,Charlie dice tutto a Fagin e lui fa intendere a Bill che lo abbia venduto ai soldati e così Nancy  viene uccisa quella stessa sera da Bill per il tradimento ,Fagin e un po' della banda vengono catturati e Bill  decide di annegare il cane Bullseye nel fiume perché aveva sentito dire che Bill si spostava sempre con il cane ma non riesce . A casa di Toby c'erano rimasti 3 ladri,Toby,Chitiling(Clyde Cook) e Artful Dodger che arrabbiato per l'omicidio di Nancy gli salta addosso e viene poi chiuso in uno sgabuzzino I 2 ladri vengono arrestati,Dodger viene salvato e Bill  che era salito sul tetto con il cane  che viene ucciso dai soldati viene colto di sorpresa con una trave sulla schiena e rotola con la corda dal tetto morendo impiccato,Oliver fa visita a Fagin in prigione e lui gli consegna l'anello della signora Corney ,tornato da Bronlow Oliver gli svela l'identità mentre Fagin viene fucilato all'esecuzione e Bronlow dichiara di stare sempre con Oliver

## Produzione
Il film fu prodotto dalla Chadwick Pictures.

## Distribuzione
Distribuito dalla Monogram Pictures, il film uscì nelle sale cinematografiche statunitensi il 28 febbraio 1933..